# Schisandra longipes
Schisandra longipes är en tvåhjärtbladig växtart som först beskrevs av Elmer Drew Merrill och Chun, och fick sitt nu gällande namn av Richard M.K. Saunders. Schisandra longipes ingår i släktet Schisandra och familjen Schisandraceae. Inga underarter finns listade.